# Pâté impérial

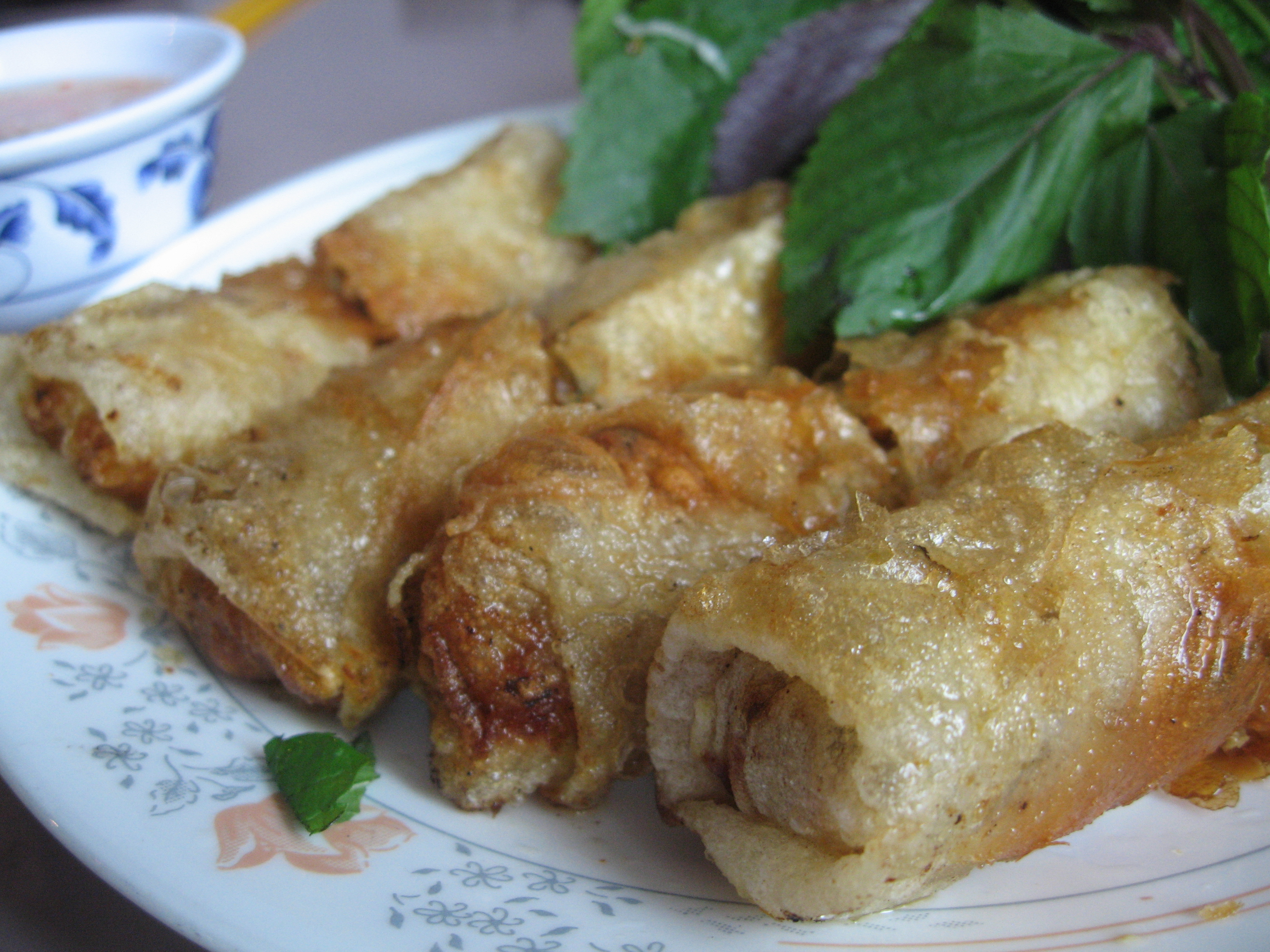
Pâtés impériaux.

Le pâté impérial est un mets originaire d’Asie orientale, qui s’est répandu à travers le monde ; sa forme la plus répandue est le nem vietnamien, connu sous le nom de rouleau impérial en France. En Suisse, le nem et le pâté impérial chinois sont appelés de façon générique rouleau de printemps,,, par traduction littérale de l'appellation anglophone spring rolls.
De nombreux pays asiatiques revendiquent en être à l'origine. Il en existe en effet des variantes dans nombre de cuisines asiatiques. Bien que la Chine du Sud soit la source la plus couramment citée, en raison de caractéristiques qui semblent provenir de la cuisine cantonaise, le pâté impérial n’est en fait pas un mets traditionnel de cette région.
On peut distinguer trois grandes familles de plats, dont les dénominations contradictoires en fonction des régions de la francophonie entraînent souvent des confusions[réf. nécessaire] : le nem vietnamien à farce crue roulé dans une galette de riz et frit à l’huile, le pâté impérial chinois à farce cuite roulé dans une feuille de brick (farine de blé) et frit dans l’huile et le rouleau de printemps de crudités roulé dans une galette de riz crue (qui peut inclure des morceaux de viande cuite séparément du reste de la farce). Les egg rolls américains sont une variation du pâté impérial chinois roulé dans une feuille à base d’œuf plus épaisse. Il existe aussi une grande variété de recettes pour les farces.
Ce mets fut élaboré bien après la chute du royaume de Nanyue[réf. nécessaire] — duquel il tire cependant son nom français —, durant l’une des dynasties de l’empire du Viêt Nam. Il fut très apprécié à la cour impériale de ce pays.